# Jesús Silva Herzog Márquez

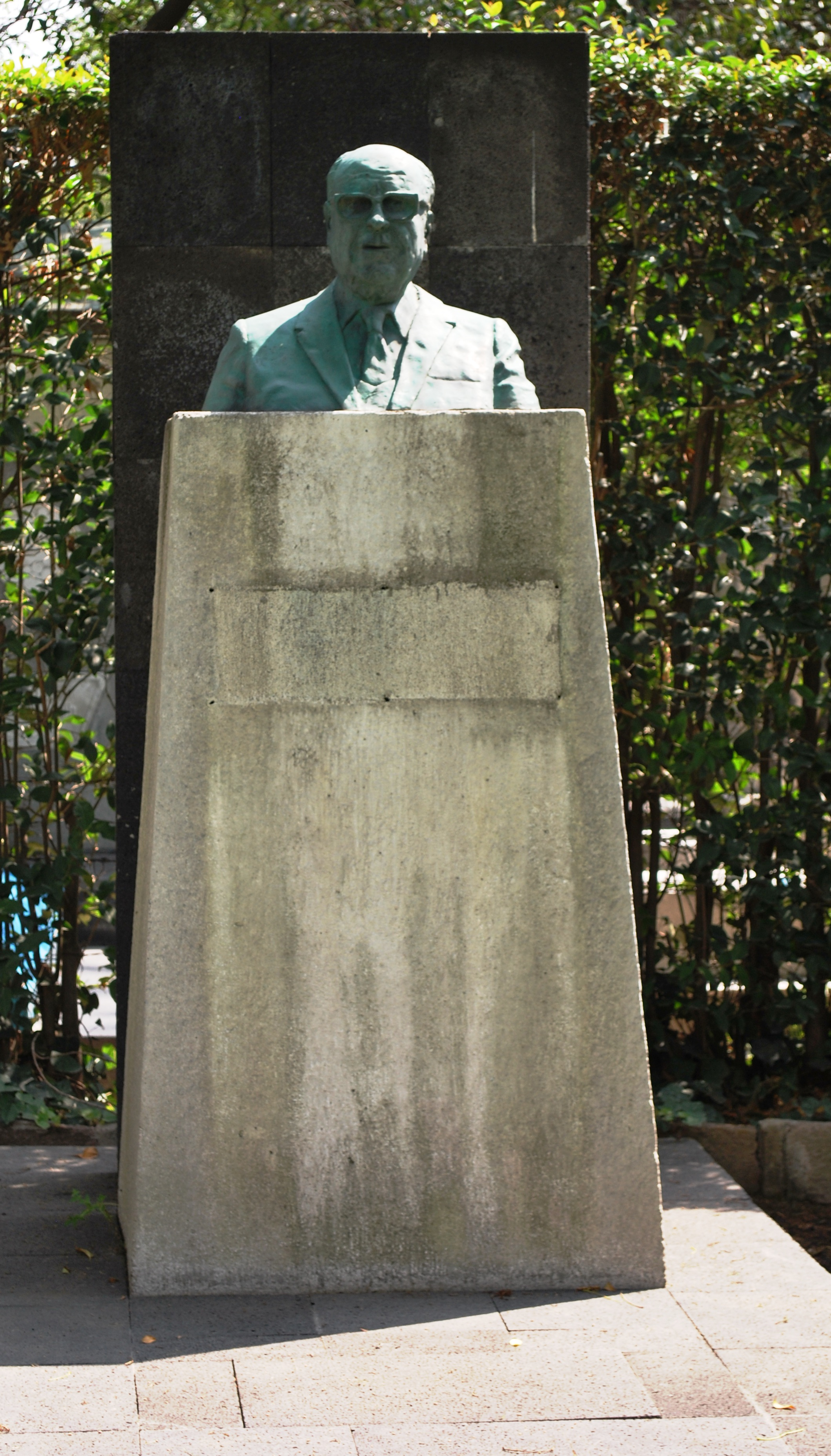
Jesús Silva Herzog Márquez

Jesús Silva Herzog Márquez (San Luis Potosí, 14 november 1892 - Mexico-Stad, 13 maart 1985) was een Mexicaans econoom.
Tijdens de laatste jaren van de Mexicaanse Revolutie was Silva Herzog journalist voor de constitutionalisten. Silva Herzog volgde verschillende universitaire opleidingen en werd voorzitter van de nationale school voor economie. In 1928 werd hij benoemd tot de eerste Mexicaanse ambassadeur in de Sovjet-Unie. Hij leidde in 1938 de onderhandelingen met de buitenlandse oliemaatschappijen, die op niets uitliepen, waarna de Mexicaanse regering overging tot de nationalisatie van de aardolie. Van 1947 tot 1949 was hij onderminister van financiën. 
In 1983 ontving hij de Eremedaille Belisario Domínguez. Zijn zoon Jesús Silva Herzog Flores is eveneens politicus.
- Bibsys: 90670703
- Biblioteca Nacional de España: XX867706
- Bibliothèque nationale de France: cb11924767f (data)
- Catàleg d'autoritats de noms i títols de Catalunya: 981058614319906706
- CiNii: DA09346037
- Gemeinsame Normdatei: 124240755
- International Standard Name Identifier: 0000 0001 1033 1346
- Library of Congress Control Number: n81107879
- Nationale Bibliotheek van Tsjechië: jx20060323010
- Nationale bibliotheek van Australië: 35682409
- Nationale Bibliotheek van Israël: 987007268277605171
- Nederlandse Thesaurus van Auteursnamen: 071284397
- Réseau des bibliothèques de Suisse occidentale: 02-A000149941
- Istituto Centrale per il Catalogo Unico: TO0V089121
- SNAC: w60s0xcv
- Système universitaire de documentation: 027138259
- Virtual International Authority File: 114548049
- WorldCat: E39PBJfx9TChQqHFw7WbKJhbVC